# Daniel Krnčević
Daniel Krnčević (Šibenik, 14. veljače 1929. — Šibenik, 15. veljače 1983.) bio je hrvatski veslač. Natjecao se u disciplini četverac s kormilarom na Ljetnim olimpijskim igrama 1948. godine.